# Рашова (Нижньосілезьке воєводство)
Рашова (пол. Raszowa) — село в Польщі, у гміні Любін Любінського повіту Нижньосілезького воєводства.
Населення — 203 особи (2011).
У 1975-1998 роках село належало до Легницького воєводства.

## Демографія
Демографічна структура станом на 31 березня 2011 року:
|          | Загалом | Допрацездатний вік | Працездатний вік | Постпрацездатний вік |
| -------- | ------- | ------------------ | ---------------- | -------------------- |
| Чоловіки | 97      | 23                 | 67               | 7                    |
| Жінки    | 106     | 20                 | 65               | 21                   |
| Разом    | 203     | 43                 | 132              | 28                   |